# 津軽海伝藏
津軽海 伝藏（つがるうみ でんぞう、1928年5月13日 - 2013年7月14日）は、青森県南津軽郡（現黒石市）出身で春日野部屋に所属した元大相撲力士。本名は宇野 傳三（うの でんぞう）。身長167cm、体重79kg。得意手は、左四つ、寄り。最高位は西十両16枚目（1957年1月場所）。得意技は左四つ、寄り。引退後は若者頭・津軽海として長く後進の指導に当たった。

## 来歴
第二次世界大戦中は満蒙開拓青少年義勇軍に加入し、中国大陸に渡っていた。終戦と共に、中国から引き揚げて郷里の青森に戻った。予てから相撲好きであったため、角界入りを決意し、知人から春日野部屋を紹介され入門。1948年5月場所で初土俵を踏んだ。小兵のため時間は掛かったが、粘り強く食い下がる相撲で着実に番付を上げていった。1957年1月場所に十両昇進。技巧派力士の代表格として期待されたが、腕の怪我の影響もあり十両では勝ち越すことは出来ず、十両在位は2場所に終わった。同年9月場所に西幕下9枚目で2勝6敗と負け越したのを最後に現役を引退し、若者頭に就任した。若者頭就任後は、幕下以下の力士を徹底的に鍛え上げ、横綱・栃ノ海など数多くの関取を見出し、1993年5月場所の定年退職までの長きに渡り後進の指導にあった。
退職後は千葉県千葉市に居住。大病を患い、車いす生活が続いていたが、孫に相撲を指導するなど、相撲に対する熱意は変わらなかった。晩年の津軽海と堀切洸助（後の幕内、阿炎）の家族は親しかったようであり、ある大会で津軽海が車椅子で応援に来たところ、当時小学生であった堀切が率先して津軽海の世話を手伝った。
孫も2012年に角界入りし、玉ノ井部屋に入門。祖父と同じ「津軽海」の四股名を名乗っている。
2013年7月14日、多臓器不全のため千葉県内の病院で死去した。85歳だった。

## 戦績
- 通算成績：156勝157敗32休  勝率.498
- 十両成績：9勝21敗  勝率.300
- 現役在位：34場所
- 十両在位：2場所

### 場所別成績
| 1948年 （昭和23年） | x                          | x                 | （前相撲）                | 東序ノ口8枚目 休場 0–0–6 |
| 1949年 （昭和24年） | 東序ノ口10枚目 休場 0–0–12 | x                 | 東序ノ口5枚目 休場 0–0–14 | 新序 4–0                 |
| 1950年 （昭和25年） | 西序二段11枚目 5–10        | x                 | 東序二段16枚目 10–5       | 東三段目33枚目 9–6       |
| 1951年 （昭和26年） | 東三段目22枚目 8–7         | x                 | 東三段目12枚目 6–9        | 西三段目17枚目 7–8       |
| 1952年 （昭和27年） | 西三段目17枚目 7–1         | x                 | 西幕下32枚目 6–9          | 西幕下35枚目 7–8         |
| 1953年 （昭和28年） | 東幕下35枚目 8–7           | 東幕下29枚目 3–5  | 西幕下32枚目 6–2          | 東幕下18枚目 3–5         |
| 1954年 （昭和29年） | 西幕下22枚目 4–4           | 東幕下20枚目 3–5  | 東幕下24枚目 3–5          | 東幕下30枚目 4–4         |
| 1955年 （昭和30年） | 東幕下29枚目 3–5           | 東幕下36枚目 5–3  | 西幕下26枚目 5–3          | 西幕下17枚目 5–3         |
| 1956年 （昭和31年） | 西幕下10枚目 3–5           | 東幕下14枚目 5–3  | 東幕下10枚目 7–1          | 東幕下2枚目 6–2          |
| 1957年 （昭和32年） | 西十両16枚目 6–9           | 東十両19枚目 3–12 | 西幕下3枚目 3–5           | 西幕下9枚目 引退 2–6–0   |
| 各欄の数字は、「勝ち-負け-休場」を示す。 優勝 引退 休場 十両 幕下 三賞：敢=敢闘賞、殊=殊勲賞、技=技能賞 その他：★=金星 番付階級：幕内 - 十両 - 幕下 - 三段目 - 序二段 - 序ノ口 幕内序列：横綱 - 大関 - 関脇 - 小結 - 前頭（「#数字」は各位内の序列） |                            |                   |                           |                          |

## 改名歴
- 宇野 傳三（うの でんぞう）1948年5月場所 - 1950年1月場所
- 津軽海 伝藏（つがるうみ でんぞう）1950年5月場所 - 1957年1月場所
- 津軽海 伝三（つがるうみ でんぞう）1957年5月場所 - 1957年9月場所